# Adam Robertson
Pour les articles homonymes, voir Robertson.
Adam Robertson est un surfeur professionnel australien.